# Hartingerhof
Hartingerhof ist ein Gemeindeteil von Büchlberg im niederbayerischen Landkreis Passau. Der Weiler hat insgesamt 18 Einwohner.

## Geschichte
Im Zuge der Gebietsreform in Bayern kam der Ort 1972 bei Auflösung der Gemeinde Raßberg nach Hauzenberg und 1978 zur Gemeinde Büchlberg.